# Escuela Europea de Policía
La Agencia de la Unión Europea para la Formación Policial, conocida como Escuela Europea de Policía (CEPOL, del francés Collège Européen de Police), es la encargada de gestionar una red de cooperación académica policial integrada por los centros nacionales de formación de los cuerpos de policía de los Estados de la Unión Europea. Su objetivo es armonizar, desarrollar y divulgar actuales y nuevos conocimientos sobre formación policial en la Unión, mediante cursos, seminarios e intercambios de policías entre los Estados miembros. 
Depende del comisario europeo de Asuntos de Interior y está adscrita a la Dirección General de Migración y Asuntos de Interior de la Comisión, estando su sede en la ciudad de Budapest,  Hungría.
Desde el 1 de julio de 2016, fecha de inicio de su nuevo mandato jurídico, la CEPOL ha pasado a denominarse oficialmente «Agencia de la Unión Europea para la Formación Policial».

## Organización
La CEPOL cuenta con un Secretariado permanente y está dirigida por un Consejo de Administración formado por los directores de los centros de formación policial de los Estados miembros.Cada delegación nacional dispone de un voto en el Consejo de Administración, donde además participan representantes de la Secretaría General del Consejo, de la Comisión y de Europol, aunque sin derecho a voto. Sus decisiones se transmiten al Consejo, que las asume.

## Actividades e intercambios
Las actividades de la CEPOL se centran principalmente en ofrecer sesiones de formación basadas en normas europeas a los altos funcionarios de policía.
Imparte formaciones especializadas para policías de nivel intermedio y de terreno, así como para los propios formadores y para policía encargada de la represión de la delincuencia organizada o en las gestiones de crisis no militares en otros países. También oferta intercambios de personal entre los Estados miembros de la Unión.

### Programa de intercambios
CEPOL se encarga de la dirección y gestión del programa "Comisarías Europeas", el cual se trata de establecer intercambios de agentes de policía temporales entre los Estados para promover e intercambiar costumbres y conocimientos policiales, se la denomina informalmente como el «Erasmus policial».